# کانتون (شهرستان کاراایدلسکی، باشقیرستان)
کانتون (انگلیسی: Kanton, Karaidelsky District, Republic of Bashkortostan) یک شهرک در شهرستان کاراایدلسکی استان باشقیرستان کشور روسیه است.